# Lele Pons
Eleonora Pons Maronese (Caracas, 25 de junio de 1996) más conocida como Lele Pons, es una celebridad de internet, cantante, modelo, humorista, presentadora y youtuber venezolana-estadounidense.
Se hizo conocida a través de la extinta plataforma de videos Vine, donde con sus sketches de comedia se convirtió en la primera persona en alcanzar los mil millones de reproducciones. En 2015, fue considerada dentro de los treinta «adolescentes más influyentes» por la revista Time y en 2016, entre las treinta «personas más influyentes de internet» por la misma revista, además fue galardonada en la categoría internacional de los Premios Streamy. En 2017 figuraba en el listado de la revista de negocios Forbes 30 Under 30, que reconoce a profesionales menores de 30 años. Luego del cierre de Vine en 2016, Pons se ha mantenido activa en otros servicios de redes sociales, y también se ha desempeñado como actriz de videos musicales, televisión y cine, modelo, cantante, bailarina, presentadora y es coautora de un libro. Ha acumulado más de 54 millones de seguidores en Instagram y 17 millones de suscriptores en YouTube. Pons también protagoniza una docuserie de YouTube Originals que se introduce en su vida personal, llamada The Secret Life of Lele Pons y tiene su propio pódcast en Spotify llamado Best Kept Secrets with Lele Pons.

## Biografía
Eleonora Pons, nació en Caracas; Venezuela. Es hija única del arquitecto, Luis Guillermo Pons Mendoza (1966); quien pertenece a la comunidad LGBT y de la pediatra, Anna Maronese Pivetta (1962); quien es hermana de la ex reina de belleza y finalista del Miss Venezuela 1988, Marilisa Maronese; esposa de Chayanne. A los cinco años de edad se mudaron a Miami, donde se crio. Pons culminó sus estudios en 2015; en el Miami Country Day High School y se mudó a Los Ángeles, Estados Unidos; donde tomó varios cursos profesionales de comunicación y música.  Su lengua materna es el español y habla con fluidez inglés e italiano. Debido a que nunca perdió su acento latino y también por su físico, sufrió de bullying en la secundaria, anécdotas que relataría junto a la escritora Melissa de la Cruz en su libro Sobreviviendo a la secundaria en el que cuenta cómo sobrellevó el ser inmigrante en Estados Unidos, y como logró superar todas estas dificultades.
Pons, padece síndrome de Tourette y TOC.

## Vida personal
El 12 de diciembre de 2020, hizo pública su relación con Guaynaa.Se comprometieron el 31 de julio de 2022, en el Tomorrowland (festival). El 4 de marzo de 2023, contrajeron matrimonio en Miami. Fueron integrantes del cortejo: Anitta, Sebastián Yatra, Kimberly Loaiza, Manuel Turizo, Hannah Stocking, Paris Hilton y Mau & Ricky, entre otros. El 9 de marzo de 2025, anunció su embarazo. El 25 de abril, revelaron que sería una niña y el 26 de julio, nació Eloísa.

## Carrera
Pons se dio a conocer en 2013, ya que su mejor amiga Vale Genta la impulsó a abrir su cuenta en la red social Vine. Por medio de videos de humor tipo sketch consiguió ser la primera y única persona en alcanzar los 1000 millones de reproducciones, obteniendo así reconocimientos de la plataforma, la cual creó un apartado en búsquedas con su contenido.[cita requerida] Ella ha dicho que usó Vine como un escaparate para las cosas creativas que había hecho. En declaraciones a Teen Vogue, Pons dijo: 

“Comencé con mis amigos y empecé a ser mala. Al principio solo era muy creativo, ni siquiera era algo divertido. Mucha gente dependía de mí para hacerlos... Solo para que pudieran reírse.”[cita requerida]

Antes de que la plataforma se cerrara en 2016, Pons se había convertido en el Viner con más bucles obtenidos y más seguidos de todos los tiempos. Jérôme Jarre la convenció de continuar haciendo videos.[cita requerida] Ahora ha conseguido ser la persona cuyos IG Stories de Instagram acumulan el mayor número de visualizaciones del año, por encima de nombres como Kim Kardashian, Cristiano Ronaldo, Ariana Grande o Chiara Ferragni.[cita requerida] Lele lleva más de 17 millones de suscriptores en su canal de YouTube, más de 43.7 millones de seguidores en Instagram y más de 20 millones entre Facebook y Twitter, lo cual la ha hecho muy conocida a nivel mundial.
Pons ha utilizado su éxito en la comedia de Internet para lanzar una serie de empresas. En 2015, lanzó una colección de joyas llamada UNO Magnetic. Fue una de las invitadas de Michelle Obama en la Casa Blanca, para una transmisión especial, por Periscope. 
En 2016, firmó con la empresa de entretenimiento Shots Studios.
En 2016, apareció en Ultra Music Festival en Miami, Florida, ese mismo año, así como en el Festival de Música y Artes de Coachella Valley. Poco después ese mismo año, Pons fue coautora de una novela basada en sus propias experiencias en la escuela secundaria, "Surviving High School", coautora con Melissa de la Cruz. Interpretó a Callie en la comedia romántica We Love You, lanzada en YouTube Red. En la película, los personajes interpretados por Yousef Erakat y Justin Dobies se enamoran de Pons, quien es «lo suficientemente genial» como para flechar a ambos al mismo tiempo. La película fue protagonizada por FouseyTube y fue producida por YouTube y AwesomenessTV. Pons apareció en el primer episodio de la serie de televisión de terror Scream, de MTV, en la que fue la primera víctima de la temporada. Ha protagonizado varios videos musicales, tales como, «Havana», y «Downtown».
En febrero de 2017, se convirtió en embajadora de las marcas CoverGirl. El mismo mes, Pons caminó en un show de Dolce & Gabbana en Milán.
En mayo de 2018, Pons lanzó su primer sencillo, un dúo en español con Matt Hunter titulado «Dicen». El video musical de YouTube acumuló 10 millones de visitas en solo cuatro días. Lele Pons también ha tenido éxito en el modelaje. En agosto de ese año, lanzó su segundo sencillo y video musical «Celoso», que fue dirigido por Rudy Mancuso. La canción fue certificada 3x Platino y obtuvo una nominación para la noche final de los Premios Lo Nuestro. En noviembre, lanzó el sencillo «Teléfono» en colaboración con la cantante Aitana. En octubre de 2018, se convirtió en la presentadora de La voz... México.
Se presentó también en los Premios Grammy Latinos 2018 con Aitana cantando su canción «Celoso».
En febrero de 2019, estrenó su sencillo «Bloqueo» con el cantante Fuego para contar la historia de una relación amorosa moderna en las redes sociales. El nuevo tema también fue presentado en vivo durante la ceremonia anual de los Premios Lo Nuestro 2019, donde la intérprete se encontraba nominada en la categoría Video del Año con la canción «Celoso». En diciembre, estrenó su canción «Vete Pa La», dirigido por ella misma, para contar la historia sobre una relación abusiva.
El 19 de agosto de 2020, Pons lanzó el primer episodio de Best Kept Secrets with Lele Pons, un pódcast en Spotify en el que personas que llaman anónimamente comparten "experiencias sorprendentes que no se atreven a compartir con amigos y familiares".
Ese mismo año, publica su video musical «Se te nota» al lado del cantante Guaynaa, teniendo gran recepción de público y notorio éxito, también lanzó otro sencillo y vídeo musical «Sucio y Lento» en colaboración con la cantante Mariah Angeliq.
En enero de 2021 estrenó su nuevo vídeo musical «Bubble Gum» junto al cantante puertorriqueño Yandel teniendo más de 7 millones de vistas en menos de 1 semana.[cita requerida] Más tarde en ese mismo año lanzó su video musical «Al Lau».
En abril de 2022 lanzó el nuevo sencillo y vídeo musical «Piketona» junto a la cantante y también influencer Kim Loaiza, colocándolas en tendencia en Youtube y teniendo gran recepción de público a menos de 24 horas de su lanzamiento.

## Filmografía

### Televisión
| Año  | Título                | Rol                      | Nota                                                     |
| ---- | --------------------- | ------------------------ | -------------------------------------------------------- |
| 2024 | Miss Universo 2024    | Jurado                   | Certamen de belleza                                      |
| 2022 | ¿Quién es la máscara? | Pulpo                    | Reality show                                             |
| 2019 | La voz... México      | Copresentadora principal | Reality show                                             |
| 2019 | Venezuela Aid Live    | Animadora                | Concierto benéfico para Venezuela                        |
| 2018 | La Voz...México       | Presentadora principal   | Reality show                                             |
| 2017 | Miss Universo 2017    | Jurado                   | Certamen de belleza                                      |
| 2016 | We Love You           | Callie                   | Película de televisión                                   |
| 2016 | Scream                | Víctima                  | Temporada 2, episodio 1: I Know What You Did Last Summer |
| 2016 | Escape the Night      | The Hustler              | Temporada 1, rol principal                               |

### Cine
| Año  | Título        | Rol              | Nota         |
| ---- | ------------- | ---------------- | ------------ |
| 2018 | Airplane Mode | Actriz principal | Cortometraje |

### Vídeos musicales
| Año  | Título                | Artista                                 | Rol              |
| ---- | --------------------- | --------------------------------------- | ---------------- |
| 2016 | She's Out of Her Mind | Blink-182                               | Mark Hoppus      |
| 2017 | Summer                | Marshmello                              | Pareja de skater |
| 2017 | Havana                | Camila Cabello                          | Bella            |
| 2017 | Downtown              | Anitta & J Balvin                       |                  |
| 2018 | The Middle            | Zedd, Maren Morris                      | Bailarina        |
| 2018 | Dicen                 | Lele Pons & Matt Hunter                 | Ella misma       |
| 2018 | Celoso                | Lele Pons                               | Ella misma       |
| 2018 | Teléfono (Remix)      | Aitana & Lele Pons                      | Ella misma       |
| 2019 | Bloqueo               | Lele Pons & Fuego                       | Ella misma       |
| 2019 | Volar                 | Lele Pons, Susan Díaz & Víctor Cárdenas | Ella misma       |
| 2019 | Vete Pa La            | Lele Pons                               | Ella misma       |
| 2020 | Se te nota            | Lele Pons & Guaynaa                     | Ella misma       |
| 2020 | Sucio y Lento         | Mariah Angeliq & Lele Pons              | Ella misma       |
| 2021 | Bubble Gum            | Lele Pons & Yandel                      | Ella misma       |
| 2021 | Al Lau                | Lele Pons                               | Ella misma       |
| 2021 | Abajo y Arriba        | Lele Pons & Junh                        | Ella misma       |
| 2022 | Piketona              | Lele Pons & Kimberly Loaiza             | Ella misma       |
| 2023 | Abajito               | Lele Pons & Guaynaa                     | Ella misma       |

## Premios y nominaciones
| Año  | Premio                | Categoría | Resultado |
| ---- | --------------------- | --- | --------- |
| 2015 | Shorty Awards         | Vine Star | Nominada  |
| 2015 | Teen Choice Awards    | Celebridad de Internet femenina | Nominada  |
| 2015 | Streamy Awards        | Viner | Nominada  |
| 2016 | People's Choice Award | Favorite Social Media Star | Nominada  |
| 2016 | Premios Juventud      | 6 segundos de fama | Nominada  |
| 2016 | Teen Choice Awards    | Best Viner | Ganadora  |
| 2016 | Streamy Awards        | Mejor reparto en conjunto por Escape the Night (con Joey Graceffa, Shane Dawson, Justine Ezarik, Sierra Furtado, GloZell, Matt Haag, Oli White, Andrea Brooks, Timothy DeLaGhetto y Eva Gutowski) | Ganadora  |
| 2017 | MTV Millenial Awards  | Instagramer Global | Nominada  |
| 2018 | MTV Millenial Awards  | Intastories del año | Nominada  |
| 2018 | MTV Millenial Awards  | Instagramer Global | Ganadora  |
| 2019 | MTV Millenial Awards  | Icono Miaw | Nominada  |
| 2019 | MTV Millenial Awards  | Artista Viral | Nominada  |
| 2019 | Premios Juventud      | Best Pop Artist | Ganadora  |